# Rhodera
Rhodera hypogea es una especie de araña araneomorfa de la familia Dysderidae. Es la única especie del género monotípico Rhodera.  

## Distribución
Es originaria de Creta y Grecia.